# おぢやまつり

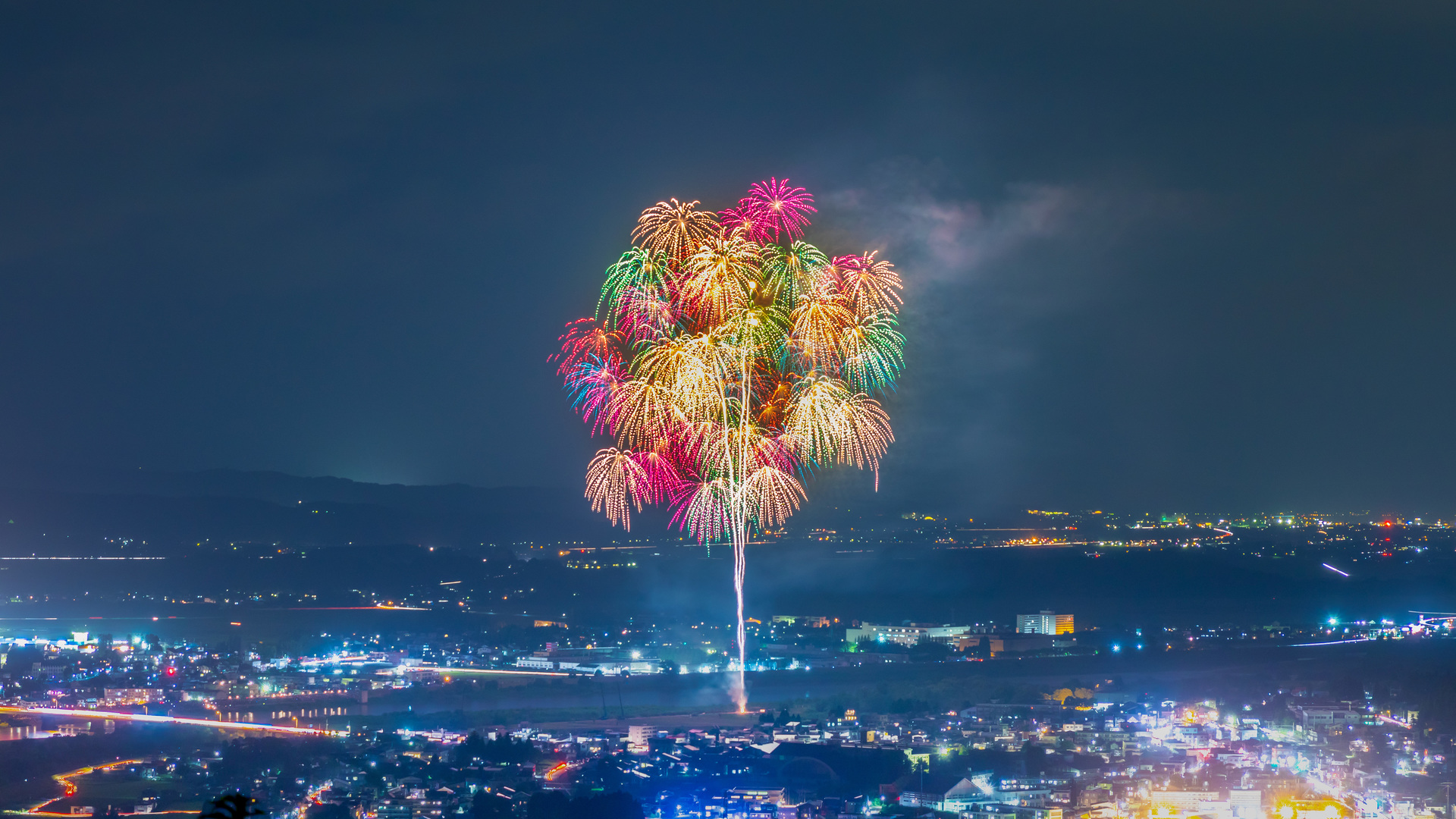
おぢやまつり大花火大会（2019年8月）

おぢやまつりは、新潟県小千谷市で行われる祭。

## 概要
1961年に始まった祭。その頃は、「おじゃれまつり」と呼ばれていた。毎年8月第3又は4金曜日~日曜日頃に行われる。
一日目は主に東小千谷(駅前通り)地区を中心に民謡流しや仮想盆踊りなどが行われる。二日目、三日目は主に西小千谷(本町通)地区を中心にみこしや万灯パレードなどが行われる。花火大会は二日目に行われる。尚、錦鯉の里はおぢやまつりの日は無料開放される。

## 主なイベント

### 花火大会
- 場所 信濃川湖畔
- 日時 2日目(土曜日)19:30～

約7000発打ち上げられる。全国唯一の二尺玉5発同時打ち上げ2連打、市民総参加募金による大スターマインが見られる。

### からくり万灯
- 場所 市内各地
- 日時 主に2,3日目

市内各町内会や市民団体などがアニメのキャラクターや動物、歴史上の人物などを型とり、一部動く仕掛けなどもある。市内各地をパレードする。主に本町町内会･城内町内会･平成町内会は引き万灯である。万灯パレードの際、からくり万灯と共にお囃子もパレードする。

### 万灯みこし
- 場所 本町通など
- 日時 3日目

若者を中心に大勢の担ぎ手が威勢良く声を上げ担ぐ。